# Anton Solomoukha

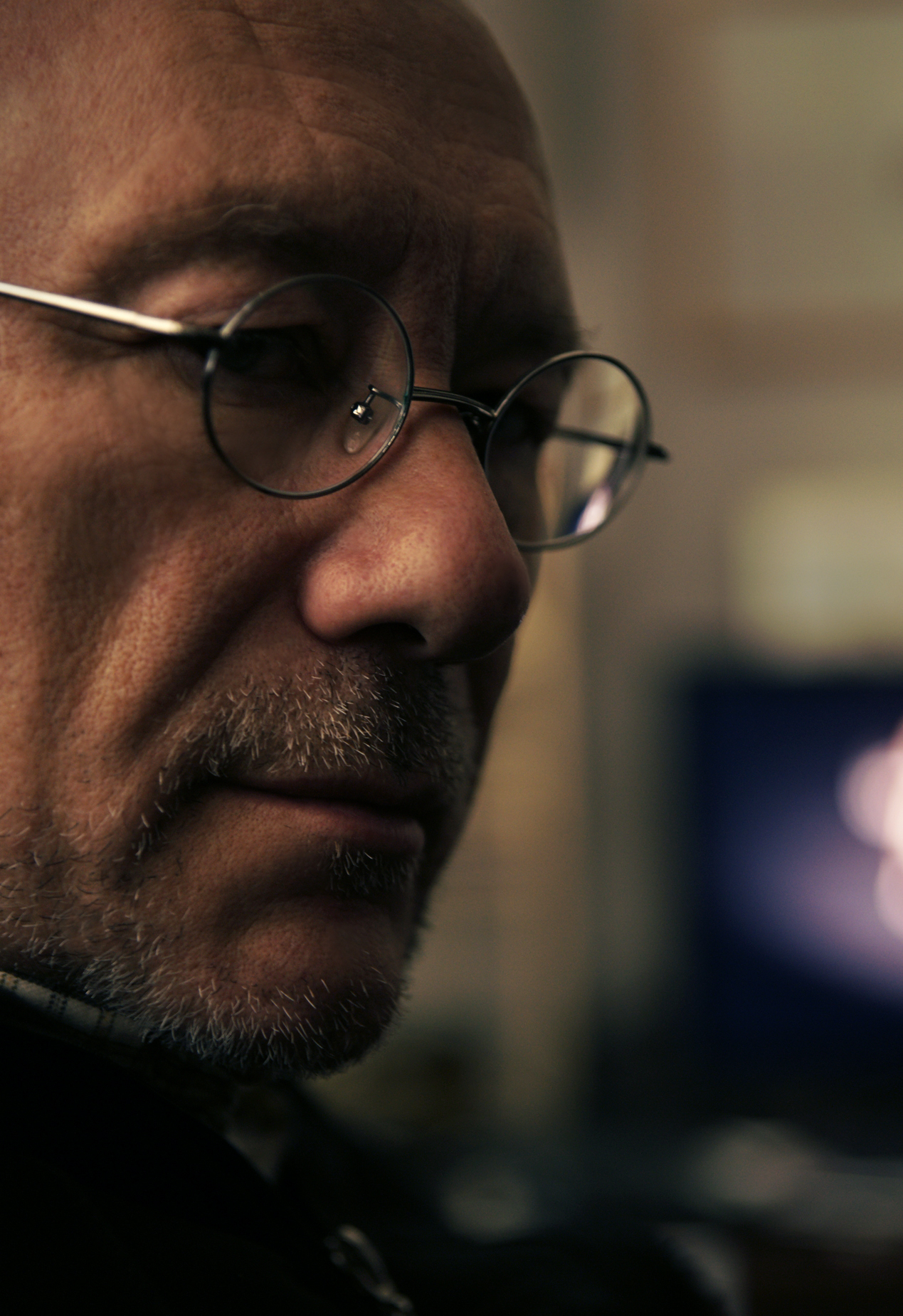
Anton Solomoukha

Anton Solomoukha (ukrainisch Антон Павлович Соломуха Anton Pawlowytsch Solomucha; * 2. November 1945 in Kiew; † 21. Oktober 2015 in Paris) war ein ukrainisch-französischer Künstler.

## Leben
Solomoukha wurde in Kiew geboren. Seine Familie war Teil der sowjetischen Intelligenzija; sein Vater, Pawel Davidovich Solomoukha, war Veteran des Zweiten Weltkriegs und arbeitete ab 1943 in einer Abteilung des Sekretariats von Nikita Sergejewitsch Chruschtschow, dem späteren Sekretär der Kommunistischen Partei der Sowjetunion. Seine Mutter, Galina von Krigin, war Lehrerin.
Nach dem Abschluss der Sekundarschule und der Ableistung des Militärdienstes trat Solomoukha in die Fakultät für Ikonenrestaurierung an der Nationale Akademie der Bildenden Künste und Architektur ein. Dort machte er sich mit Philosophie und Religion vertraut. 1971 wurde er in die Atelierwerkstatt von Tetjana Jablonska aufgenommen.
Die Weltanschauung von Solomoukha wurde von Künstlern wie dem Bühnenbildner Misha Frenkel, dem Regisseur Sergei Paradschanow und dem Schriftsteller Wiktor Platonowitsch Nekrassow beeinflusst.
Zwischen 1975 und 1978 erregte sein regimekritisches Schaffen die Aufmerksamkeit der politischen Zensur, und er wurde mehrmals vor den KGB geladen. 1978 gelang es ihm schließlich, nach Frankreich zu emigrieren. Seitdem arbeitete er in Paris.
Solomoukha war Mitglied der Akademie der Künste der Ukraine. Seine Werke befinden sich zahlreichen internationalen Museen, darunter in Kiew, Sarajevo, Moskau, New York, Chicago oder Mons.

## Werk

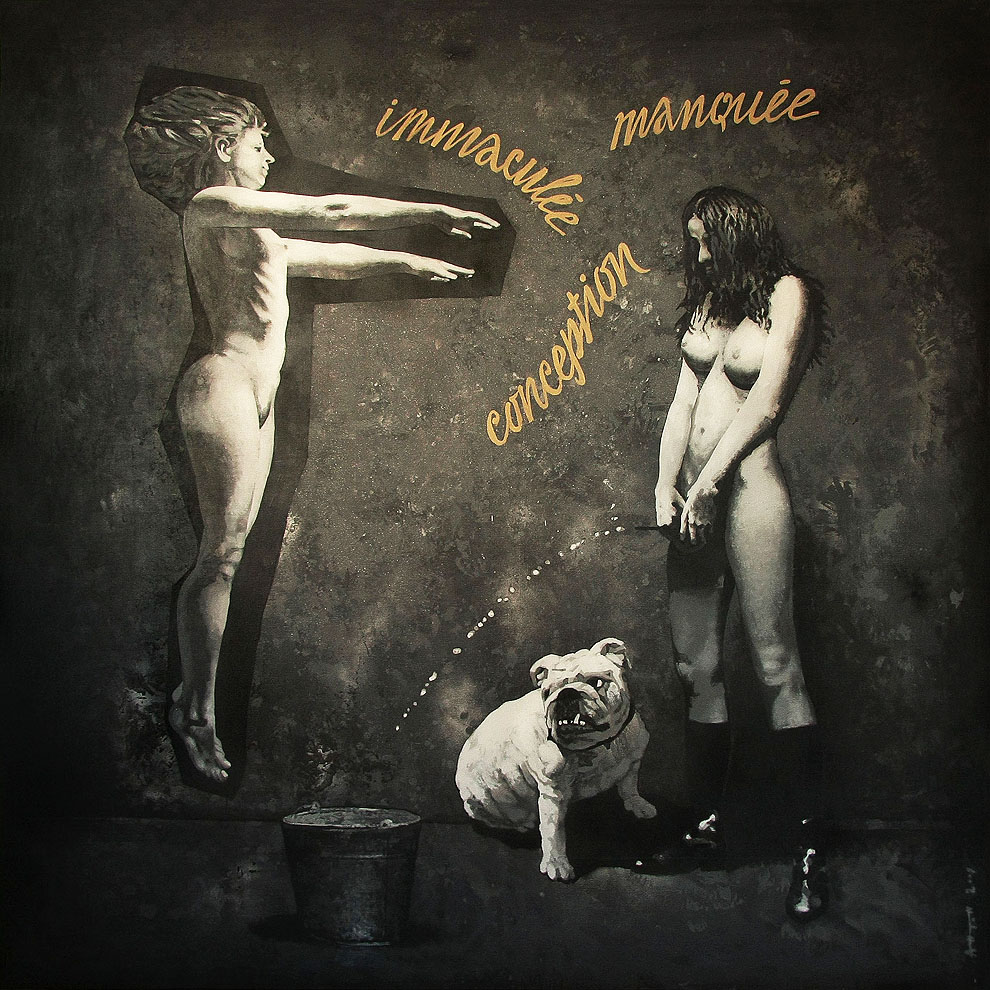
The Myths and the Limits

### Malerei
Solomoukha fertigte zunächst Malereien, bevor er sich der Fotografie zuwandte. Zwischen 1978 und 1980 experimentierte er mit verschiedenen Techniken und Ästhetiken. In dieser Zeit reiste er in die Vereinigten Staaten und stellte unter anderem in New York City, Boston, Cleveland, Washington, D.C. und Philadelphia aus. Von 1981 bis 1983 arbeitete er auf Einladung des Geigers Gidon Kremer am Bühnenbild des Kammermusikfest Lockenhaus in Österreich. Die klassische Musik und der Kontakt zu renommierten Musikern prägten die Arbeiten dieser Zeit. 1985 wurde der Kölner Galerist Thomas Krings-Ernst auf das Projekt Die großen Mythen aufmerksam und er stellte die Werke Solomoukhas bis 1989 regelmäßig aus. 1988 erwarb das Kölner Museum Ludwig zwei Gemälde für seine französische Sammlung.
In den Werken Boxer, Mechanical Toys, The Myths and the Limits oder Jazz lässt sich die formale Suche Solomoukhas nach Ausdrucksmöglichkeiten nachverfolgen. In diesen Bildern stehen sich oftmals unterschiedliche Denkstrukturen gegenüber, zudem sind sie durch eine Obsession für das Paradoxe gekennzeichnet. Die ideologischen, ästhetischen und ethischen Positionen dieser Arbeiten sind maßgeblich von den französischen Kunstkritikern Bernard Lamarche-Vadel und Michel Enrici geprägt.
Ab 1980 spezialisierte Solomoukha sich auf die narrative Figuration, eine offene Künstlerbewegung aus Frankreich, die als ein Pendant zur US-amerikanischen Pop Art angesehen werden kann. Die Künstler dieser Strömung wandten sich gegen die vorherrschende Abstraktion und stellten Bezüge zur zeitgenössischen Gesellschaft her.

### Fotografie

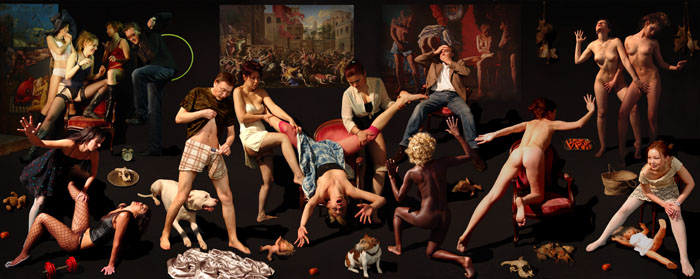
Petit Chaperon Rouge visite Le Grand Louvre

1990 lernte Solomoukha den Fotografen Robert Doisneau kennen. Seit 1995 arbeitete er zudem mit Henri Cartier-Bresson zusammen. Diese Begegnungen beeinflussten seine Entscheidung, sich der Fotografie zuzuwenden, die seit 2002 sein wichtigstes Schaffensgebiet war.
Zu seinen ersten fotografischen Serien zählen The Girl with the Cup-and-Ball, The Sex of Angels und I Fuck Your TV. Sie zeichnen sich durch den geschlossenen Raum, den dunklen Hintergrund und die Inspirationen aus historischen Mythen und biblischen Themen aus. Außerdem lassen diese Arbeiten die Ablehnung von aktuellen sozialen Themen erkennen. Mit seiner Reihe von Fotografien im monumentalen Stil, wie sein Petit Chaperon Rouge visite Le Grand Louvre wurde Solomoukha zum Begründer einer neuen Ausdrucksform, der Fotomalerei. Diese zeichnet sich dadurch aus, dass die fotografischen Bilder aufgrund ihrer komplexen Komposition wie Gemälde wirken. Sie sind theatralisch und werden im Vordergrund mit Schauspielern besiedelt, die Figuren aus Straßen von Paris und nackte Modelle darstellen. Zusätzlich werden die Bilder mit Tieren, Elementen des Stilllebens und zahlreichen kleinen Gegenständen und Details angereichert. Die Fotomalerei stellt einen Bruch mit dem traditionellen fotografischen Bild dar.

## Ausstellungen (Auswahl)
- 2015: Red Horizon. Russian and Ex-Soviet Artworks From the Ludwigs Museum's Collection, Ludwig Museum Budapest[5]
- 2010: Black Square Gallery, Miami[6]
- 2014: Imaginations, Galerie Pascal Polar, Brüssel
- 2011: La Vie Rose, Galerie Pascal Polar, Brüssel
- 2010: Hygiene & (national) Identity, Galerie Pascal Polar, Brüssel
- 2009: Le Marché Se Porte Bien, Galerie Pascal Polar, Brüssel[7]